# Iridomyrmex chasei
Iridomyrmex chasei é uma espécie de formiga do gênero Iridomyrmex.